# Rimes tendres
Les Rimes tendres, op. 4 constituent un ensemble de mélodies composé par Louis Aubert en 1898.

## Composition
Louis Aubert compose les Rimes tendres en 1898, d'abord pour chant et piano. Elles sont créées en première audition par le ténor Émile Engel, le 23 mars 1900. Les mélodies sont orchestrées et créées en concert par Suzanne Cesbron, le 29 avril 1906.

## Présentation
1. « Quand à tes genoux, murmurant ton nom » — Assez lent, en ut dièse mineur, à 
 puis à quatre temps (noté ) ;
2. « Si, de mon premier rêve » — Modéré, en mi majeur, à 
 ;
3. « Souvent de nos bien le meilleur » — Assez lent puis Très calme, sans lenteur, en sol majeur, à 
 puis à quatre temps (noté ).

## Postérité
Les Rimes tendres obtiennent « un succès non équivoque », selon Louis Vuillemin, lors de leurs premières auditions avec piano puis avec orchestre. Ces mélodies « témoignent d'une inspiration proche de Fauré par la présence de l'arpège à l'accompagnement, une ligne mélodique très déclamée et l'usage de la forme continue ».
En 1930, René Dumesnil déclare que « ces Rimes tendres méritent la faveur des cantatrices et du public ». En 1960, l'historien de la musique Paul Pittion choisit la première mélodie des Rimes tendres pour illustrer la mélodie française fin de siècle. En 2005, le Dictionnaire de la musique dirigé par Marc Vignal mentionne que Louis Aubert « pratiqua aussi la critique musicale et fut élu à l'Institut en 1956 » mais ne donne le titre d'aucune de ses œuvres…

### Ouvrages généraux
- Marie-Claire Beltrando-Patier, Brigitte François-Sappey et Gilles Cantagrel (dirs.), Guide de la mélodie et du lied, Paris, Fayard, coll. « Les Indispensables de la musique », 1994, 916 p. (ISBN 2-213-59210-1, OCLC 417117290, BNF 35723610), « Louis Aubert », p. 11–12.
- René Dumesnil, La musique contemporaine en France, t. I, Paris, Armand Colin, 1930, 218 p., « Louis Aubert », p. 152-154.
- Paul Pittion, La musique et son histoire : de Beethoven à nos jours, t. II, Paris, Éditions Ouvrières, 1960, 574 p. (BNF 33137562), « En France, l'inspiration littéraire — la mélodie », p. 457-469.

### Monographies
- Vladimir Jankélévitch, Premières et Dernières Pages : Louis Aubert, Paris, Seuil, 1994 (1re éd. 1974), 318 p. (ISBN 2-02-019943-2 et 978-2-02-019943-8), p. 290-298.
- Louis Vuillemin, Louis Aubert : Son œuvre, Paris, Éditions Durand, 1921, 72 p.